# Khẩu phần binh sĩ

Quân nhu Hoa Kỳ đang chuẩn bị khẩu phần cho quân Mỹ trong một chiến dịch ở Afghanistan

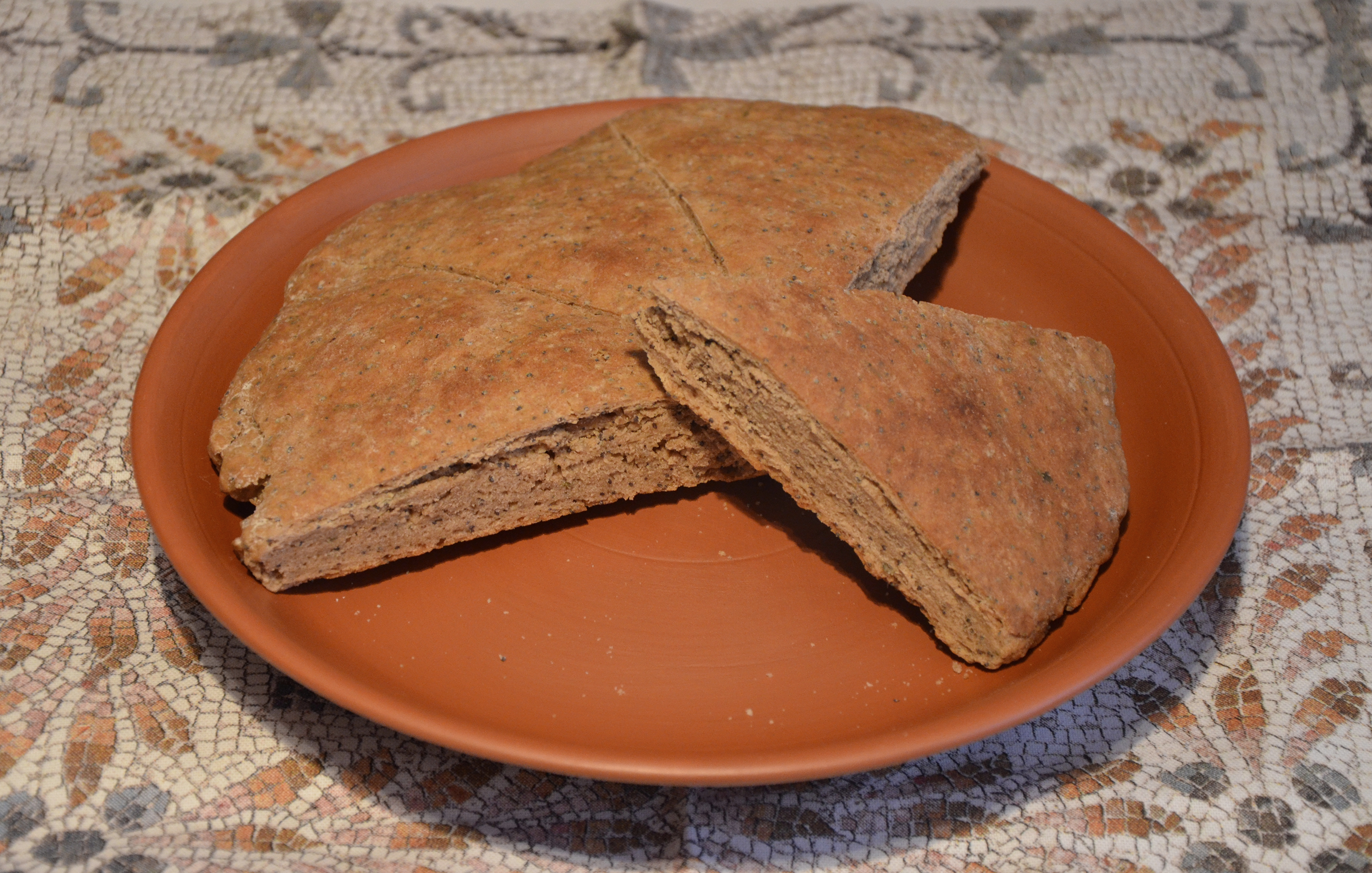
Tái hiện những miếng bánh mỳ cho binh sĩ từ thời La Mã

Khẩu phần binh sĩ (Military rations) là hàng hóa, thực phẩm được cấp phát để đáp ứng nhu cầu của quân nhân. Khẩu phần ăn của quân đội trong lịch sử đã và thường vẫn tuân theo khẩu phần (suất ăn dã chiến), với mỗi cá nhân nhận được số lượng cụ thể từ nguồn cung cấp sẵn có, còn hàng hóa do quân đội cấp (quân nhu) và việc phân phối những hàng hóa đó đã tồn tại kể từ khi bắt đầu chiến tranh có tổ chức. Mặc dù thường đề cập đến khẩu phần về thực phẩm và đồ uống (suất ăn hay khẩu phần ăn), cụm từ "khẩu phần quân sự" cũng có thể đề cập đến các loại mặt hàng khác được chia bình quân cho quân nhân, chẳng hạn như nhiên liệu, rượu, các mặt hàng đắt tiền hoặc hàng tiêu dùng. Việc mua khẩu phần có thể được quản lý bằng cách sử dụng tiền phụ cấp hoặc thẻ khẩu phần hoặc có thể được cấp phát miễn phí. Khẩu phần ăn của quân đội là thành phần chính của dinh dưỡng quân đội, lĩnh vực và nghiên cứu về dinh dưỡng trong quân đội. Nghiên cứu quan trọng đi vào việc tạo ra khẩu phần ăn hiệu quả cho quân đội, bao gồm dinh dưỡng và năng lượng của khẩu phần, ngăn ngừa thực phẩm bị hư hỏng, nên cung cấp những bữa ăn nào, lượng thức ăn trong mỗi khẩu phần và thông số kỹ thuật chính xác của từng bữa ăn và thành phần dinh dưỡng, các món ăn cụ thể.

## Thời cổ đại
Ở Lưỡng Hà, hầu hết nhân công, bao gồm cả binh lính, được cấp khẩu phần lúa mạch, dầu và len. Ở Ai Cập cổ đại, binh lính mang theo bất cứ thứ gì họ có thể mang theo khi ra trận, nhưng được ăn uống đầy đủ khi ở trong trại. Ở Trung Quốc thời cổ thì binh lính nhà Tần, Hán, Đường, Tống, Minh, Thanh mang theo lương thảo để ăn khi đánh trận, thực phẩm của binh lính thời cổ đại ở Trung Quốc chủ yếu là các loại ngũ cốc, thông dụng nhất là kê (thời Tiền Tần và Hán), vì nó có thời hạn sử dụng lâu hơn nhiều nếu so với gạo hoặc lúa mì, những người lính sẽ ninh kê thành cháo, sau đó thêm cá muối, tương lên men hoặc rau muối, và bất kỳ loại rau nào họ nhặt nhạnh được trên đường đi. Lương thảo phải được vận chuyển cùng với binh lính hoặc trước đó, các thị trấn biên giới thường tích trữ lương thảo để cắt giảm hậu cần vận chuyển, ăn cắp lương thảo là tội chết.

## Ngày nay

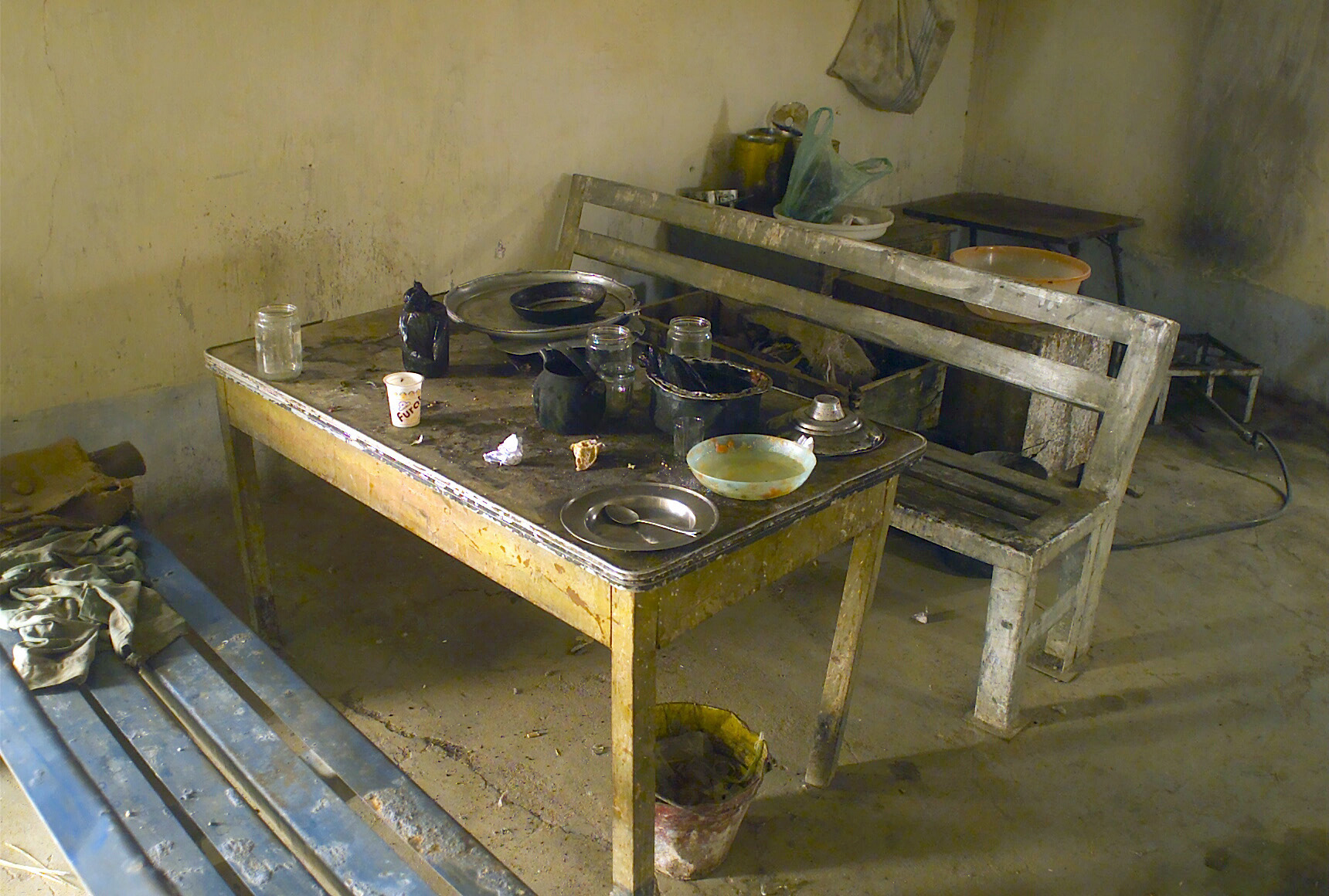
Một bữa cơm của quân đội Iraq

Khi chiến đấu trên chiến trường, người lính không có nhiều thời gian để chuẩn bị bữa ăn, trong khi nhu cầu năng lượng rất lớn sau quá trình cơ động, tác chiến mệt mỏi. Để giải quyết vấn đề này, quân đội nhiều nước trên thế giới cung cấp cho binh sĩ các gói đồ ăn dã chiến (MRE). Đây thường là những suất ăn chế biến sẵn có thời gian bảo quản lâu dài, đựng trong những chiếc túi đặc biệt có khả năng tự hâm nóng, giúp binh sĩ có những bữa ăn nóng sốt mà không cần nổi lửa nhóm bếp. Khác biệt về văn hóa khiến mỗi nước sở hữu một dạng MRE khác nhau, dù chúng đều có chung mục đích là cung cấp năng lượng lớn nhất cho người lính. Khẩu phần ăn dã chiến là định lượng ăn (có thể ăn liền) được cấp đến từng binh sĩ để sử dụng trong tác chiến. Nghiên cứu, sản xuất khẩu phần ăn cho binh sĩ phù hợp với đặc điểm tác chiến trên chiến trường, cung cấp đầy đủ các chất dinh dưỡng cũng như năng lượng cần thiết nhằm bảo đảm sức khỏe cho người lính được quân đội nhiều nước quan tâm.

### Mỹ

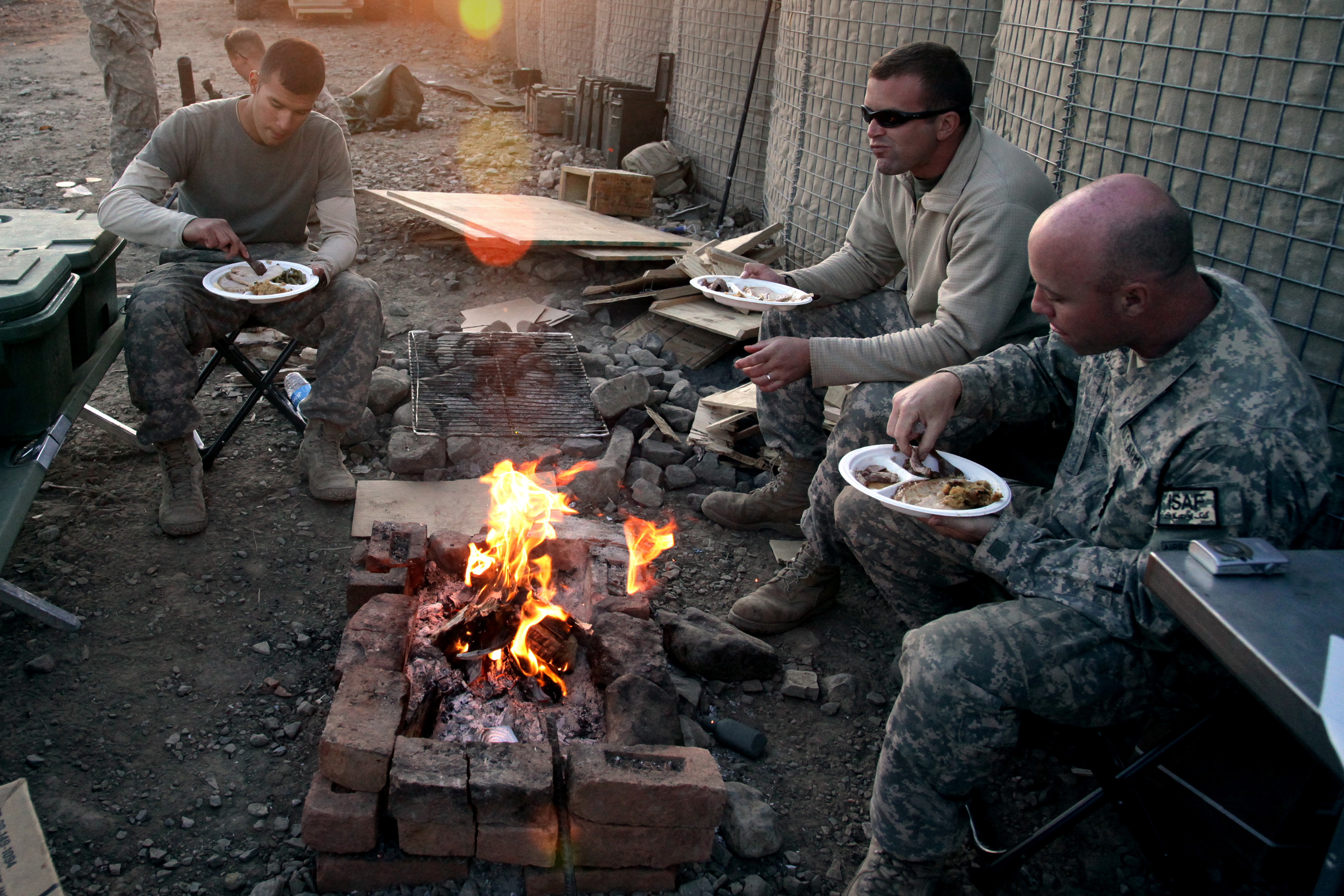
Quân nhân Mỹ đang dùng bữa ăn dã chiến trong Lễ tạ ơn tại chiến trường Afghanistan

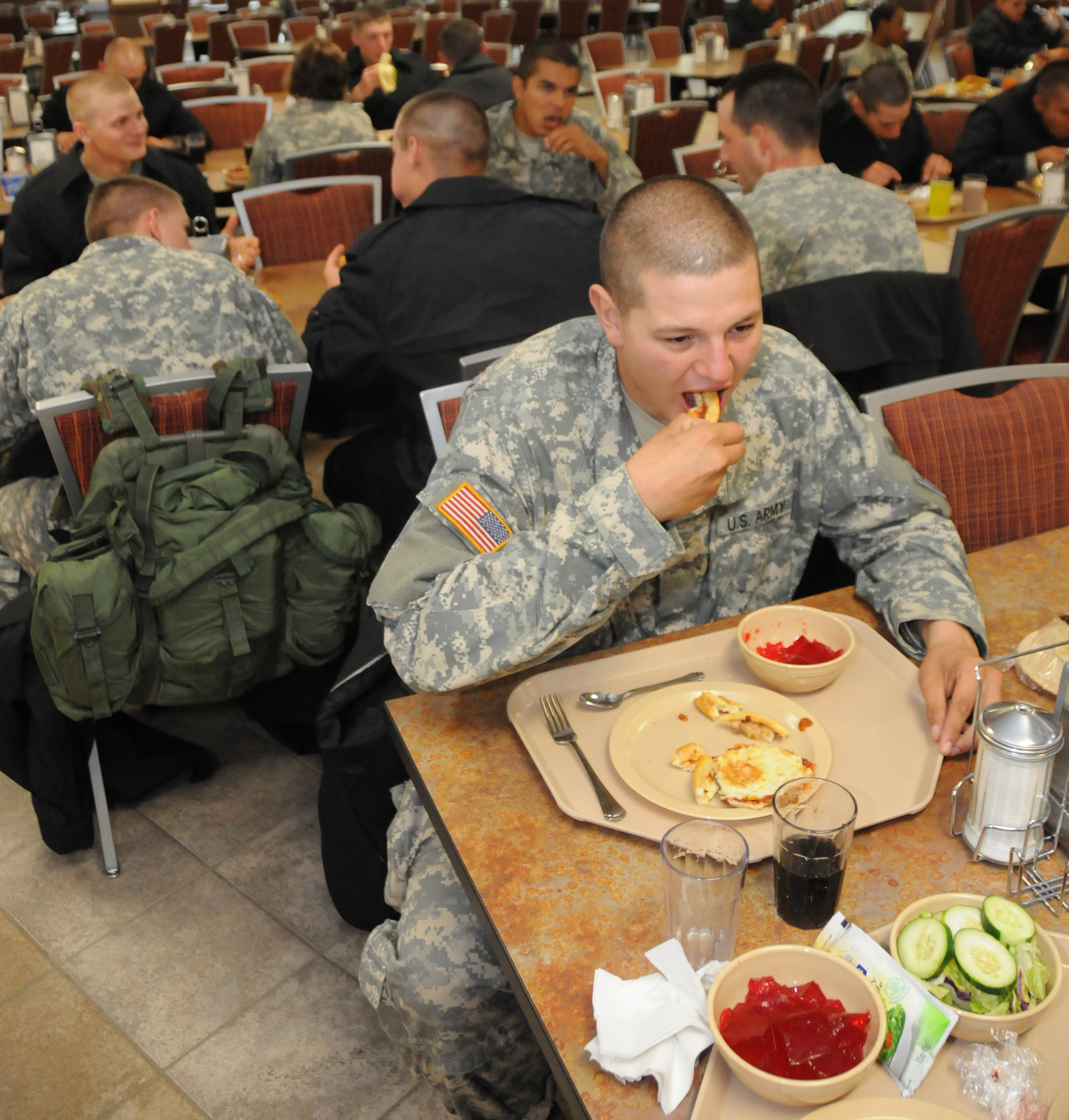
Quân nhân Mỹ đang dùng bữa

Quân đội Mỹ đã xây dựng một tiêu chuẩn về dinh dưỡng được xem là hàng đầu thế giới hiện nay. Mỗi bữa ăn của quân nhân Mỹ cung cấp trung bình khoảng 1.250 calo nhằm đảm bảo nhu cầu dinh dưỡng cần thiết để duy trì sức khỏe và tinh thần chiến đấu. Các thành phần dinh dưỡng hàng ngày mà quân nhân Mỹ được cung cấp gồm nhiều loại khác nhau. Trong đó, nước uống thể thao là loại nước có bổ sung các chất điện giải giúp người lính chống mất nước, cải thiện sức chịu đựng trong các hoạt động huấn luyện hay chiến đấu cường độ cao. Khẩu phần ăn của binh sĩ Mỹ có hai loại, gồm khẩu phần ăn chế biến sẵn MRE và khẩu phần ăn tại các doanh trại.
MRE là khẩu phần ăn chế biến sẵn dùng cho binh lính hoạt động chiến đấu trên chiến trường, các đơn vị đặc nhiệm hoặc những nơi đóng quân mà điều kiện cung cấp về thực phẩm khác không tốt. Mỗi MRE gồm món tráng miệng, bánh quy giòn, phô mai, bơ đậu phộng. Món ăn chính có thể là mỳ ống hoặc thịt bò hầm, bánh mì, một túi làm nóng thức ăn bằng cách đổ nước vào. Đồ uống hỗn hợp chứa hương vị trái cây, ca cao, cà phê hoặc trà, nước uống thể thao, sữa lắc. Phụ kiện đi kèm gồm muỗng, kẹo cao su, diêm chịu nước, khăn ăn, giấy hút ẩm. Các gia vị gồm muối, tiêu, đường, kem hoặc nước sốt Tabasco. Mỗi MRE cung cấp khoảng 1.250 calo (trong đó chứa 13% protein, 36% chất béo, 51% carbohydrate), tức là bằng 1/3 tiêu chuẩn hàng ngày về vitamin và khoáng chất của quân đội Mỹ. Với khẩu phần ăn MRE, các binh sĩ có thể lựa chọn hơn 24 món khai vị và hơn 150 loại thực phẩm khác nhau.
Quân đội Mỹ bắt đầu sử dụng MRE (Meals, Ready-to-Eat hay khẩu phần ăn liền dành cho quân đội) từ đầu những năm 1980, thay thế các loại thức ăn đóng hộp dã chiến (MCI hay Meal, Combat, Individual) được dùng từ Thế chiến thứ hai cho đến gần như suốt cuộc chiến tranh Việt Nam. Từ năm 1958 đến năm 1981, khẩu phần ăn của lính Mỹ được gọi là bữa ăn chiến đấu cá nhân (MCI), sau đó được thay thế bằng khẩu phần ăn liền (MRE). Ở Việt Nam, những thứ này được quân đội Mỹ phát cho lính chiến đấu trong một hộp bìa cứng, chứa 1.200 calo với thịt hộp (có thể là giăm bông và đậu lima, hoặc bánh mì kèm gà tây), một hộp "bánh mì", có thể là bánh quy giòn, hộp đồ tráng miệng, chẳng hạn như nước sốt táo, đào thái lát hoặc bánh ngọt. Một khẩu phần ăn đầy đủ có vẻ cồng kềnh, vì vậy binh lính thường tháo rời ra, chỉ lấy những gì họ cần khi tuần tra rồi bỏ vào ba lô.

### Úc
Khẩu phần một binh sĩ (CR1M) của Úc cho phép mỗi người lính tự quyết định những gì mình muốn ăn trên chiến trường. Họ chỉ cần điền vào mẫu liệt kê các món có sẵn trước khi thực hiện nhiệm vụ. Binh lính Úc có khá nhiều lựa chọn cho suất ăn dã chiến, bao gồm bò nướng BBQ, gà, cá ngừ với cà chua hầm và húng quế, thịt viên, spaghetti sốt cay, gà nghiền, nước hoa quả, pho mát, mâm xôi, thanh socola, thức uống socola, bánh quy ngọt và nhiều món khác. Món đặc biệt nhất của CR1M là Vegemite là một món nước sốt phết đặc màu đen của Úc, được làm từ men bia ủ với các loại rau và gia vị. Vegemite là thành phần bắt buộc phải có trong mọi khẩu phần cho binh sĩ Úc.

### Ý
Khẩu phần dã chiến cho binh sĩ Ý bao gồm mì pasta và súp đậu, bánh bao thịt bò, cá thu ngâm dầu, xúc xích đóng hộp, salad hoa quả, thạch hoa quả, bánh quy ngọt và bánh quy mặn, socola, muối, viên vitamin, cà phê pha sẵn, đường và sữa đặc. Điểm đặc biệt trong thực đơn này là khẩu phần đặc biệt gồm 50g rượu, cho phép binh sĩ sử dụng trong khi nghỉ ngơi hoặc chiến đấu.

### Pháp
Quân đội Pháp trang bị Khẩu phần Cá nhân Có thể Hâm nóng (RCIR) cho các binh sĩ của mình. Mỗi người lính đều có thể tìm thấy món phù hợp với khẩu vị trong khẩu phần dã chiến này. Mỗi hộp RCIR chứa các loại thịt nấu sẵn như thịt lợn Creole, bánh pudding kem, raviol vịt, thịt nấu ớt, thỏ đút lò, sốt cá hồi, giăm bông với đậu. Các món được đóng hộp và dễ dàng chế biến trên bếp lò dùng một lần, trong khi vẫn bảo đảm mức độ phức tạp như đồ ăn trong nhà hàng.

### Nga

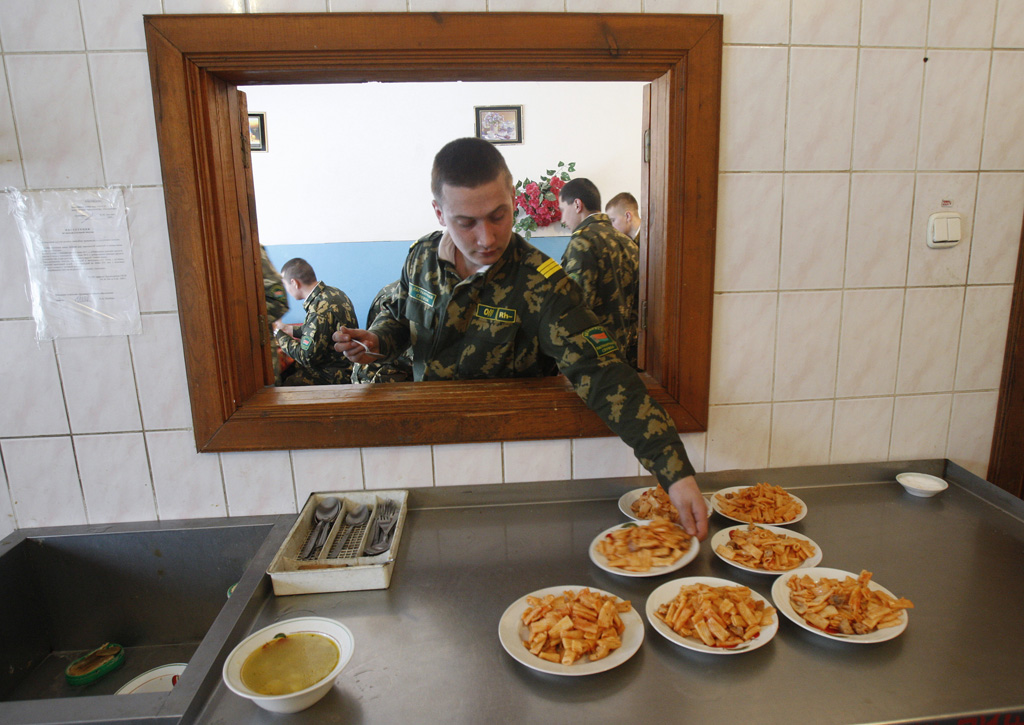
Một quân nhân Belarus đang chuẩn bị dùng bữa

Ngành Hậu cần Quân đội Nga không nghiên cứu sản xuất nhiều chủng loại mà tập trung lựa chọn một số khẩu phần ăn bảo đảm chế độ dinh dưỡng cân bằng, có nhiệt lượng cao, dễ bảo quản trong thời gian dài. Quân đội Nga đang đề ra mục tiêu tăng nhiệt lượng cho từng khẩu phần lên mức 7.100 Kcalo/người/ngày. Thông qua phương pháp bảo quản tiên tiến như dùng các loại vật liệu phù hợp làm bao bì giúp cho quá trình vận chuyển khẩu phần ăn được dễ dàng và thời gian cất trữ được lâu hơn. Ngoài tiêu chuẩn của các quân nhân tham gia chiến đấu trực tiếp hoặc diễn tập, Quân đội Nga còn đề ra chế độ ăn uống cho quân nhân khi làm các nhiệm vụ khác như cảnh giới mục tiêu, tuần tra, bộ binh cơ giới, tiêu chuẩn cho nhóm quân nhân chịu bức xạ điện từ, điện tử, làm việc trong các môi trường có ô nhiễm điện từ.
Thực đơn chính của binh sĩ Nga khi thực hiện các hoạt động quân sự trong cuộc chiến tranh tại Ukraina năm 2022 phần lớn là bánh mỳ, ăn kèm với súp củ cải cỏ đỏ và cháo yến mạch. Theo tiêu chuẩn thì khẩu phần ăn của binh sĩ Nga bao gồm bánh mỳ tươi, súp, bánh ngọt và nhiều món ăn khác. Một đơn vị hậu cần mỗi ngày phải nướng khoảng 850 kg bánh mỳ, bánh ngọt để phục vụ binh sĩ. Bên cạnh đó thực đơn còn có súp củ cải đỏ, cháo yến mạch và thịt bò đóng hộp. Nhiệm vụ chính của đơn vị hậu cần này là đảm bảo các binh sĩ luôn được cung cấp đầy đủ chất dinh dưỡng thông qua các khẩu phần ăn. Ngoài khẩu phần thức ăn nóng, binh sĩ Nga cũng được cấp phát khẩu phần ăn dã chiến gồm ba món chính là thịt viên sốt cà chua, cơm, thịt bò xay với cà rốt, đậu Hà Lan, thịt bò hầm khoai tây. Các món ăn kèm là bánh quy giòn, mỡ lợn đóng hộp, pho mát, chocolate, sốt táo, pa tê gan, đồ uống có hương vị trái cây và cà phê.

### Nhật
Suất MRE của lực lượng phòng vệ Nhật Bản với thực đơn Type I và Type II. Mỗi gói thức ăn chứa ba bữa cho một người lính trong 24 giờ với hai bữa chính. Thành phần chính thường gồm 200 g cơm với nhiều cách chế biến khác nhau, kèm thịt và các loại đậu. Bữa thứ hai có cá ngừ, cá hồi đóng hộp, bánh mì kẹp thịt, gà cay và cá thu sốt cà chua. Quân đội Nhật Bản ngoài việc chú trọng sản xuất khẩu phần có chất lượng tốt, chế độ dinh dưỡng cao còn quan tâm tới các yếu tố như màu sắc, hương vị của khẩu phần ăn. Hiện nay, khẩu phần của quân đội Nhật Bản chia làm hai loại: Loại khẩu phần ăn dã chiến như bánh mì khô, lương khô ép, thực phẩm hộp được sử dụng trong các tình huống khẩn cấp, còn loại suất ăn sử dụng kỹ thuật chưng hấp tiên tiến được đóng trong các bao thành phẩm (ví dụ cơm, đậu, thịt, rau, hăm-bơ-gơ). Khẩu phần ăn loại này được cấu thành từ hàng chục loại thực phẩm phổ thông, có vị ngon, dinh dưỡng cao, được sử dụng rộng rãi và có thời gian bảo quản được hơn một năm.

### Triều Tiên

Một nồi cơm của quân nhân Bắc Hàn

Với cuộc khủng hoảng lương thực ở Triều Tiên thì nước này cắt giảm khẩu phần ăn cho binh lính lần đầu tiên sau hơn hai thập kỷ, kể từ năm 2000, Triều Tiên phải giảm khẩu phần lương thực hằng ngày cho binh sĩ. Quân đội Triều Tiên đang cấp cho binh sĩ lượng thực phẩm thấp hơn nhiều so với quy định 250g và khẩu phần thay đổi tùy theo đơn vị. Con số trên còn cho thấy lượng thực phẩm được cấp cho binh sĩ Triều Tiên thấp hơn nhiều so với mức đề xuất tối thiểu của Liên Hiệp Quốc là 600g/ngày. Do thiếu thực phẩm, nhiều binh sĩ chống đói bằng cách ăn trái cây trong rừng và quả mọng. Một số chỉ huy ra lệnh cả tiểu đoàn đi nhặt trái cây, quả hạch và quả mọng

### Việt Nam
Viện Nghiên cứu ứng dụng Quân nhu (Cục Quân nhu, Tổng cục Hậu cần) đã nghiên cứu các loại khẩu phần ăn phù hợp, bảo đảm năng lượng theo yêu cầu nuôi dưỡng bộ đội (lương khô). Các khẩu phần ăn KP-01, KP-02, AT-02. Khẩu phần ăn AT-02 dùng cho bộ binh hoạt động trong điều kiện tác chiến mới, mỗi khẩu phần nặng 1 kg, bảo đảm năng lượng từ 3200kcal đến 3400kcal, có cơ cấu tỉ lệ prô-tê-in, glu-xít và li-pít phù hợp. Khẩu phần AT-02 bao gồm 2 khẩu phần ăn KPA-01 và KPA-02 có 6 đặc tính bữa ăn theo các món khác nhau. Khẩu phần ăn được bao gói bằng phương pháp hút chân không, thời gian bảo quản 12 tháng, kết cấu bao bì sử dụng thuận tiện. Khẩu phần ăn cho bộ đội làm nhiệm vụ đặc biệt có hai loại KP-01 và KP-02 với các cơ cấu tỷ lệ prô-tê-in, li-pít, các-bon-hy-đrát được tính toán phù hợp. Khẩu phần KP-01 nặng 310g, năng lượng cung cấp từ 1.044kcal đến 1.115kcal, sử dụng ăn trực tiếp. Khẩu phần ăn KP-02 dạng tuýp có 3 loại theo đặc tính thực phẩm, nặng từ 142 đến 145g, kết cấu nhỏ gọn, sử dụng ăn trực tiếp không cần chế biến.

### Singapore
Binh sĩ Singapore trong khi thực hiện nhiệm vụ thường không có nhiều lựa chọn cho khẩu phần của mình. Quân đội Singapore đưa ra ba loại thực đơn cho suất ăn dã chiến: Type M cho người Hồi giáo, Type N cho người không theo đạo Hồi và Type V cho người ăn chay. Khẩu phần Type M tiêu chuẩn gồm có sữa đậu nành, mì gà và món tráng miệng từ đậu đỏ. Thực đơn Type N có thịt bò hoặc mì thịt xay, binh sĩ ăn chay được ăn món ragu rau củ. Mỗi khẩu phần còn kèm theo bánh quy cứng, bột nước trái cây và vitamin.